# Paulo Domingos Manquele
Pour les articles homonymes, voir Domingos.
Paulo Domingos Manquele, né le 6 septembre 1985 à Luanda, est un artiste, styliste et créateur de bijoux germano-angolais,.

## Biographie
Domingos Manquele est diplômé de l'Académie de la mode de Munich en Allemagne. Il  obtient également un certificat de la Learning System Institute basé à Hambourg,.